# Camporrotuno
Camporrotuno (en aragonés Camporretuno o Camparretuno es una localidad y antiguo municipio de la comarca oscense del Sobrarbe en Aragón, España. Actualmente depende del ayuntamiento de Aínsa-Sobrarbe.
Esta localidad fue la capital del municipio llamado «Camparrutano», que en 1845 se fusionó con Castejón de Sobrarbe, pasando a depender de él hasta que en la década de 1960 es incorporado al municipio de Aínsa En 1981 pasa, junto a Aínsa, a formar, con otras pequeñas localidades de la comarca, el municipio  Aínsa-Sobrarbe.

## Descripción

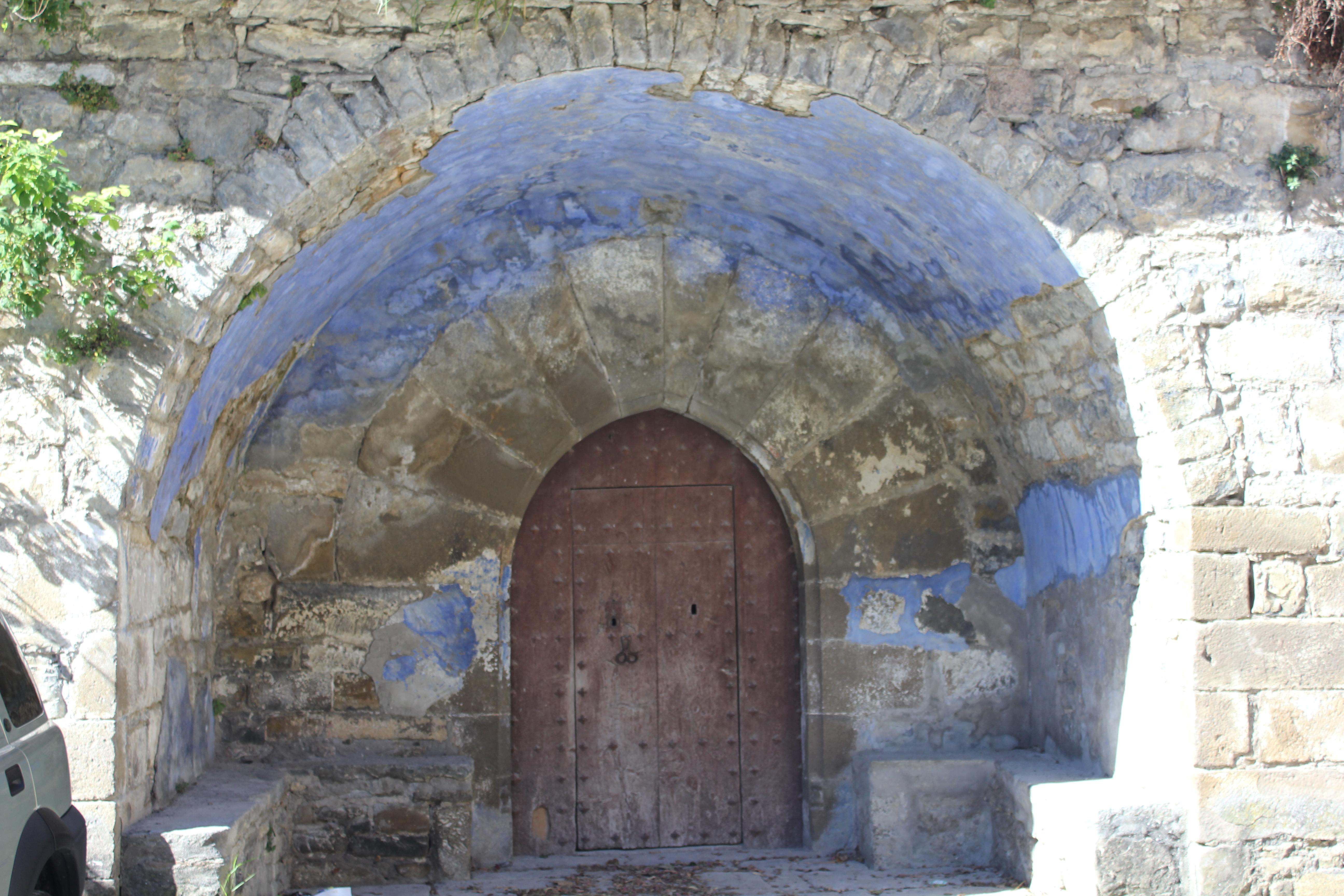
Iglesia parroquial de Camporrotuno.

La localidad de Camporrotuno se ubica a 576 metros de altitud sobre un cerro aterrazado de suave pendiente. Se llega al lugar por la carretera  A-138  que une Balbastro y Aínsa y pasa a escasos 50 metros de las traseras de las casas. El núcleo urbano está rodeado de campos de labor situados en la ladera de la sierra de Buil-Camporretuno que aja hasta el valle del Cinca. Está integrado en dicho valle y tiene por un lado el soaso de Buil y por el otro la sierra y el valle del río Susía en el que se encuentra Castillón de Sobrarbe, la antigua capital municipal y otras pequeñas poblaciones como Elsón, Lamata, A Torre, Pardina o Mondot. Está situado a 12,2 km de Aínsa.
El núcleo de la población está formado por una plaza redonda abierta hacia el sur en torno a la que se agrupan las casas. Unos metros más alta se forma una plaza rectangular, en donde está la iglesia, que cuenta con dos únicas entradas abovedadas.
Entre sus construcciones destaca la iglesia parroquial, bajo la advocación de San Lorenzo, patrón del lugar, es del siglo XVI con una inscripción de 1725 que hace referencia al milagro de la cruz de fuego y la casa de los Camba del siglo XVI.
También destaca la casa Cambra, igualmente del siglo XVII.

## Demografía
La evolución de la población de Camporrotuno a lo largo del tiempo ha evolucionado en torno a los 22-27 habitantes. La población pasó de 37 habitantes en 1980 a 18 en 1991, a 2005, cuenta con 26 habitantes. 
| Año  | Habitantes |
| ---- | ---------- |
| 1980 | 37         |
| 1991 | 18         |
| 2000 | 22         |
| 2001 | 23         |
| 2002 | 23         |
| 2003 | 26         |
| 2004 | 26         |
| 2005 | 26         |
| 2006 | 26         |
| 2007 | 26         |
| 2008 | 27         |
| 2009 | 24         |
| 2010 | 23         |
| 2011 |            |

## Fiestas

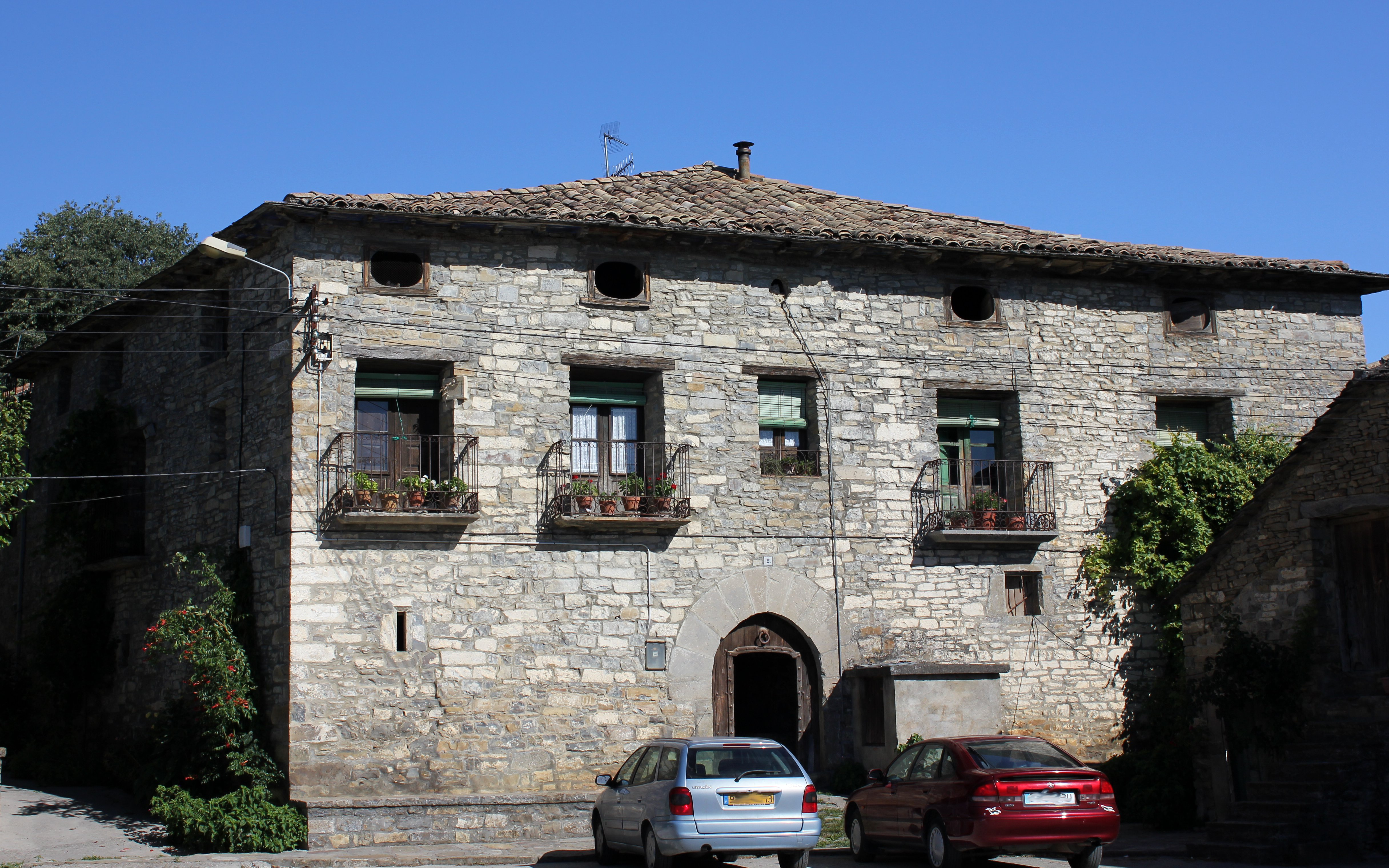
Casa Alastrué

En Camporrotuno se celebran las siguientes fiestas: 
- El 28 de mayo, romería en la ermita de Santa Waldesca.[8]

- El 10 de agosto, es la Fiesta Mayor en honor del parón de la localidad San Lorenzo.[5][8]

- El 13 de agosto, se hace una romería en la ermita de San Póliz de Castillón de Sobrarbe.[8]

## Etimología
El nombre de Camporretuno se ha documentado con diferentes formas patrimoniales de la lengua aragonesa, aunque en la actualidad se usa el topónimo oficial en castellano.
La forma «Camparretuno» la documentó el filólogo Chabier Tomás Ariass en la década de 1990, en el marco del estudio que realizó sobre el aragonés en el viejo Sobrarbe. En ese estudio Chabier Tomás afirma que se ha recogido siempre «sin vacilacions en garra vocal», y que todos los estudiosos la han identificado de forma inequívoca como «la forma patrimonial». Esa afirmación contrasta con la prolificidad de la forma «Camporretuno» que aparece en documentos, al menos, desde el año 1549 y actualemnet se oye habitualmente en la comarca.
Todas las diferentes formas documentadas del  nombre de Camporretuno derivan del latín vulgar <*CAMPU ROTUNDU, que significa, literalmente, «campo redondo» o «campo circular».
En o suyo significado y etimología, que tiene relación con otros topónimos de Aragón como Camporredondo en la comarca de la Plana de Huesca, pero con fenómenos fonéticos más arcaicos como a simplificación del grupo consonántico -ND- en -N-, y a conservación de las consolante exclusivas sordas intervocálicas como la "T". También son corradicales con este topónimo los diferentes Camporredondos que existe en Castilla, y el municipio catalán de Camprodon, en Gerona.

## Enlaces Exteriores
- Wikimedia Commons alberga una categoría multimedia sobre Camporrotuno.
- web sober el pirineo
- Aragón es así
- Románico aragonés

- Datos: Q629956
- Multimedia: Camporrotuno / Q629956